# Rodrigo Huescas
Rodrigo Jhossel Huescas Hurtado (Naucalpan de Juárez, 18 de septiembre de 2003), es un futbolista mexicano. Juega como lateral derecho o extremo y su equipo es el F. C. Copenhague de la Superliga de Dinamarca.

## Trayectoria

### Cruz Azul

#### Categorías inferiores
Surgido de la escuela de Cruz Azul Arboledas de la Ciudad de México, es promovido por Christian Giménez para llegar a las fuerzas básicas de Cruz Azul a los 13 años, donde compartiría vestuario con su hijo, Santiago Giménez.
No tardó en demostrar sus cualidades, saliendo campeón de goleo en la categoría sub-15 con 13 tantos, y consagrándose con el campeonato de la categoría el 3 de diciembre de 2018 ante Pachuca, siendo el primer título en fútbol base para la institución. En las inferiores anotó 20 goles con la sub-15, 29 goles con la sub-17 y 6 goles con la sub-20, para un total de 55 goles, siendo el segundo canterano con más anotaciones en fuerzas básicas, después del propio Santiago, que marcó en 91 ocasiones.

#### Primer equipo
El 6 de abril de 2021 debutó en la Liga de Campeones y en partido oficial ingresando al minuto 78 en el empate sin goles ante Arcahaie de Haití. El 26 de julio se estrenó en la Primera División, ingresando de cambio en el minuto 71 en la derrota 0-2 ante el Mazatlán F. C. El 18 de junio de 2022, mientras estaba en pretemporada con el primer equipo, se hizo de dominio público que el equipo filial de F. C. Oporto de Portugal estaba interesado en sus servicios, teniendo la facilidad de irse libre al terminar contrato con el club. Más tarde, el 27 de junio, se hizo oficial la renovación de Huescas con el equipo por 3 años más, firmando su primer contrato como profesional, no obstante, era el jugador peor pagado de la institución.
El 14 de agosto de 2022 anotó su primer gol ante el Toluca F. C. en el torneo liguero. Repitió en la misma competición el 18 de septiembre en la victoria por 1-2 sobre Universidad Nacional, siendo éste el día de su cumpleaños número 19. En un periodo de austeridad económica, y ante la falta de jugadores en posiciones definidas, Huescas ha sido habilitado como lateral derecho en el equipo, llegando a tener destacadas actuaciones, pero viéndose alejado de su posición predilecta y de las grandes oportunidades de gol.

### F. C. Copenhague
El 10 de julio de 2024, el Copenhague anunció a Rodrigo Huescas como nuevo refuerzo con una venta de 2 millones de dólares.

## Selección nacional
Representó a México en las categorías sub-16, sub-18 y sub-20, consagrándose en esta última con la Revelations Cup en 2022. Con la sub-23 se consagró con la medalla de oro en los Juegos Centroamericanos y del Caribe en 2023. El 16 de diciembre de 2023 tuvo su primer convocatoria con la selección absoluta para un amistoso ante Colombia, sin embargo, no percibió minutos de juego.

## Estadísticas

### Clubes
Actualizado al último partido disputado el 15 de agosto de 2025.
| Club                       | Div.          | Temporada     | Liga  | Liga  | Liga   | Copas nacionales | Copas nacionales | Copas nacionales | Copas internacionales | Copas internacionales | Copas internacionales | Total | Total | Total  |
| Club                       | Div.          | Temporada     | Part. | Goles | Asist. | Part.            | Goles            | Asist.           | Part.                 | Goles                 | Asist.                | Part. | Goles | Asist. |
| -------------------------- | ------------- | ------------- | ----- | ----- | ------ | ---------------- | ---------------- | ---------------- | --------------------- | --------------------- | --------------------- | ----- | ----- | ------ |
| Cruz Azul · México         | 1.ª           | 2020-21       | —     | —     | —      | —                | —                | —                | 2                     | 0                     | 1                     | 2     | 0     | 1      |
| Cruz Azul · México         | 1.ª           | 2021-22       | 9     | 0     | 0      | —                | —                | —                | 3                     | 0                     | 0                     | 12    | 0     | 0      |
| Cruz Azul · México         | 1.ª           | 2022-23       | 31    | 4     | 5      | —                | —                | —                | —                     | —                     | —                     | 31    | 4     | 5      |
| Cruz Azul · México         | 1.ª           | 2023-24       | 39    | 2     | 8      | —                | —                | —                | 1                     | 0                     | 0                     | 40    | 2     | 8      |
| Cruz Azul · México         | 1.ª           | 2024-25       | 1     | 0     | 0      |                  |                  |                  | 0                     | 0                     | 0                     | 1     | 0     | 0      |
| Cruz Azul · México         | Total club    | Total club    | 80    | 6     | 13     | 0                | 0                | 0                | 6                     | 0                     | 1                     | 86    | 6     | 14     |
| F. C. Copenhague Dinamarca | 1.ª           | 2024-25       | 19    | 1     | 2      | 5                | 0                | 0                | 11                    | 1                     | 0                     | 35    | 2     | 2      |
| F. C. Copenhague Dinamarca | 1.ª           | 2025-26       | 5     | 0     | 2      | 0                | 0                | 0                | 4                     | 1                     | 0                     | 9     | 1     | 2      |
| F. C. Copenhague Dinamarca | Total club    | Total club    | 24    | 1     | 4      | 5                | 0                | 0                | 15                    | 2                     | 0                     | 44    | 3     | 4      |
| Total carrera              | Total carrera | Total carrera | 104   | 7     | 17     | 5                | 0                | 0                | 21                    | 2                     | 1                     | 130   | 9     | 18     |

## Palmarés

### Campeonatos nacionales
| Título                 | Equipo           | País      | Año     |
| ---------------------- | ---------------- | --------- | ------- |
| Primera División       | Cruz Azul        | México    | 2021    |
| Campeón de Campeones   | Cruz Azul        | México    | 2020-21 |
| Supercopa de la Liga   | Cruz Azul        | México    | 2022    |
| Superliga de Dinamarca | F. C. Copenhague | Dinamarca | 2025    |
| Copa de Dinamarca      | F. C. Copenhague | Dinamarca | 2025    |

### Campeonatos internacionales
| Título                           | Equipo        | Sede         | Año  |
| -------------------------------- | ------------- | ------------ | ---- |
| Revelations Cup                  | México Sub-20 | México       | 2022 |
| Torneo Centroamericano de Fútbol | México Sub-23 | San Salvador | 2023 |
| Liga de Naciones de la Concacaf  | México        | Concacaf     | 2025 |

### Distinciones individuales
| Distinción                                                         | Año  |
| ------------------------------------------------------------------ | ---- |
| Campeón de goleo sub-15                                            | 2018 |
| Parte de los 50 mejores futbolistas sub-20 del mundo según el CIES | 2022 |
| Lateral juvenil N°11 del mundo según el CIES                       | 2023 |